# Camponotus floridanus
Espèce
Camponotus floridanus, la Fourmi charpentière de Floride, est une espèce de fourmis du genre Camponotus.

## Description
Samuel Botsford Buckley décrit ainsi cette espèce en 1866 : 

« Ouvrières mesurant environ 7 mm. Abdomen noir, le reste rouge jaunâtre ; tête subcordée, arrondie dessus, occiput émarginé, avec les angles postérieurs arrondis ; deux courts canaux légèrement divergents s'étendent du clypéus au vertex ; antennes insérées légèrement en avant du vertex ; longues, filiformes et peu élargies vers l'articulation apicale ; yeux de taille moyenne, circulaires, placés sur le dessus près des côtés et légèrement en arrière du milieu, proéminents ; mandibules brun rougeâtre, recourbées vers l'intérieur et dentées, dent apicale longue et aiguë ; face inférieure de la tête sinueuse ; prothorax plus étroit que la tête, arrondi dessus, en avant et sur les côtés, plus large près de l'avant ; mésothorax comprimé, rétréci vers l'arrière, point déprimé ; métathorax rétréci en arrière et descendant progressivement vers le pédicule ; Écailles grandes, verticales et cunéiformes ; abdomen large, ovale, subaigu, bords des segments légèrement hyalins ; pattes longues et fines ; thorax assez densément parsemé de longs poils gris. »

## Systématique
Le nom valide complet (avec auteur) de ce taxon est Camponotus floridanus (Buckley (d), 1866).
L'espèce a été initialement classée dans le genre Formica sous le protonyme Formica floridana Buckley, 1866,, puis a été déplacée dans le genre Camponotus par Mayr en 1886.

### Étymologie
Son épithète spécifique, floridanus, fait référence à la Floride, localité type de cette espèce.

### Publication originale
- (en) S. B. Buckley, « Descriptions of New Species of North American Formicidae », Proceedings of the Entomological Society of Philadelphi, Philadelphie, vol. 6,‎ 1866, p. 152-172 (lire en ligne, consulté le 31 juillet 2025).